# Bunny McDiarmid
Bunny McDiarmid (Christchurch, 1957) es una activista ambiental de neozelandesa. Ha sido, junto con Jennifer Morgan, Codirectora Ejecutiva de la organización no gubernamental Greenpeace Internacional.

## Trayectoria
El 4 de abril de 2016 se convirtió en codirectora ejecutiva de la organización no gubernamental Greenpeace Internacional junto a Jennifer Morgan. Su faceta activista se ha desarrollado durante más de 30 años, liderando campañas nacionales e internacionales, incluso en su natal Nueva Zelanda.En 1984 comenzó su carrera en Greenpeace como voluntaria en el Rainbow Warrior. Más tarde estableció una oficina regional en el Pacífico dedicada al clima, los bosques y los océanos. También coordinó durante varios años el trabajo internacional sobre energía nuclear y aguas profundas. 
Se convirtió en accionista de la ecoaldea Awaawaroa.